# Autostrada A750 (Franța)
Autostrada A750, numită L'Héraultaise, este o autostradă 2 × 2 benzi, complet gratuită, fiind o ramificație a autostrăzii A75. Aceasta leagă A75 de comuna Ceyras până la Bel-Air (Grabels), apoi de Montpellier prin prelungirea drumului național RN 109, care este, de asemenea, 2 × 2 benzi și are caracteristici de autostradă, pe o distanță de aproximativ 25 km.
Autostrada este exploatată de Direcția Interdepartamentală a Drumurilor (DIR) Massif Central, la fel ca și RN 109. Traseul său urmează parțial cel al drumului național, fiind completat de variante ocolitoare pentru centrele urbane.

## Istoric
Declarații de utilitate publică:
- 30.08.1988: Secțiunea Juvignac-Ouest - Juvignac-Est (ieșirea 6 - VC)[1] (→ N109)
- 23.01.1991: Nodul rutier Ceyras (A75 - ieșirea 12), (→ RN109), (clasificat ca autostradă pe 31.05.1994[2])
- 30.05.2001: Secțiunea Saint-André-de-Sangonis-Ouest - Gignac-Sud (ieșirile 12-10)[3]
- 30.05.2001: Secțiunea Gignac-Sud - Juvignac-Ouest (ieșirile 10-6)[3]

Darea în folosință:
- 1977: Deschidere a secțiunii Mas-de-Ratte - Mas-d'Alhen (sortie 9 - fin provisoire) (→ N109).
- 1979: Deschidere a secțiunii Bel-Air - Juvignac-Ouest (sorties 7 à 6) (→ N109).
- 1986: Deschidere a secțiunii Gignac-Sud - Mas-de-Ratte (sorties 10 à 9) (→ N109).
- Aprilie 1993: Deschidere a secțiunii Juvignac-Ouest - Juvignac-Est (sortie 6 - VC) (→ N109).
- 12 martie 1997: Deschidere a secțiunii Mas-d'Alhen - Bel-Air (fin provisoire - sortie 7) (→ N109).
- 15 iulie 1998: Deschidere a ramificației sudice a nodului rutier de la Ceyras spre Béziers (A75 - sortie 12).
- Decembrie 1996: Deschidere a ramificației nordice a nodului rutier de la Ceyras spre Lodève (A75 - sortie 12).
- Decembrie 2004: Deschidere a secțiunii Mas-d'Alhen - Bel-Air (fin provisoire - sortie 7) (→ N109).
- 12 iulie 2005: Deschidere a secțiunii Saint-André-de-Sangonis-Ouest - Saint-André-de-Sangonis-Est (sorties 12 à 11), inițial cu o singură cale, doar în sensul Clermont-l'Hérault - Montpellier.
- 25 octombrie 2005: Prima cale a secțiunii Saint-André-de-Sangonis-Ouest - Saint-André-de-Sangonis-Est a fost extinsă la 2x1 benzi.
- 20 aprilie 2006: A doua cale a secțiunii Saint-André-de-Sangonis-Ouest - Saint-André-de-Sangonis-Est este finalizată, aducând tronsonul la 2x2 benzi.
- 27 iunie 2008: Deschidere a secțiunii Saint-André-de-Sangonis-Est - Gignac-Sud (sorties 11 à 10).
- 28 iulie 2009: Deschidere a secțiunii Gignac-Sud - Mas-de-Ratte (sorties 10 à 9) (→ N109).
- 27 iulie 2010: Deschidere a secțiunii Mas-de-Ratte - Mas-d'Alhen (sortie 9 - fin provisoire) (→ N109).

## Traseu
| De la A75 până la ieșirea 7; secțiune gratuită neconcesionată, gestionată de DIR Massif-Central.                                              | |         |
| A75 E11 | |         |
| Intersecție | Nod rutier între A75 și A750: Clermont-Ferrand, Millau, Lodève; Béziers, Sète, Clermont-l'Hérault.             | A75 E11 |
| A750 | |         |
| 12 - Saint-Félix | Orașe deservite: Saint-André-de-Sangonis, Montpeyroux, Ceyras, Saint-Félix-de-Lodez, Saint-Saturnin-de-Lucian. |         |
| 11 - Saint-André-La Garrigue | Orașe deservite: Saint-André-de-Sangonis, Aniane, Gignac, Saint-Guilhem-le-Désert.                             |         |
| 10 - Gignac-Sud | Orașe deservite: Canet, Gignac-centru, Aniane, Saint-Martin-de-Londres.                                        |         |
| 9 - Saint-Jean-d'Aumière | Orașe deservite: Gignac-est, La Boissière, Aniane, Saint-Guilhem-le-Désert.                                    |         |
| 8 - Saint-Paul | Orașe deservite: Saint-Paul-et-Valmalle, Cournonterral, Murviel-lès-Montpellier, Montarnaud, Argelliers.       |         |
| 7 - Bel-Air | Orașe deservite: Saint-Georges-d'Orques, Grabels, Vailhauquès, Murviel-lès-Montpellier, Pignan.                |         |
| A750 | |         |
| De la ieșirea 7 până la Montpellier; secțiune gratuită neconcesionată, având statut de drum expres (RN109), gestionată de DIR Massif-Central. | |         |
| RN109 | |         |
| 6 - Juvignac | Oraș deservit: Juvignac.                                                                                       |         |
| 5 - Saint-Georges | Orașe deservite: Juvignac, Saint-Georges-d'Orques.                                                             |         |
| 4 - Lavérune | Oraș edeservite: A9 A709 (Nîmes); Saint-Jean-de-Védas, Lavérune.                                               | A9 A709 |
| RN109 | |         |